# Taicang
Taicang léase Tái-Zang (en chino: 太仓, pinyin: Tàicāng?,Lit: gran granero) es una ciudad costera en la provincia de Jiangsu, República Popular China. Está a 65 kilómetros al noroeste de Shanghái, y 65 kilómetros al este del centro de Suzhou. Es una ciudad a nivel de condado bajo la jurisdicción directa de la ciudad-prefectura de Suzhou. Taicang yace en el sur de la llanura Jiangsu a una altitud promedio de 5 m.s.n.m y donde es bañada por el río Yangtsé, cerca de la desembocadura. Su población es de 930 000 habitantes y su área de 809 km², el PIB de la ciudad alcanzó 96,5 mil millones de yuanes. Taicang ha sido clasificada en el top 10 de las 100 ciudades-condado como más competitivas en toda China.
Su temperatura media es de 15 °C y las precipitaciones de alrededor de 1078,1 mm.

## Administración
La ciudad nivel condado de Taicáng se divide en 7 poblados:
- Liuhe
- Liujiagang
- Fuqiao
- Chengxiang
- Shaxi
- Huangjing
- Shuangfeng
- Ludu

## Historia
Los inicios de la ciudad datan de los Tres Reinos (220 ~ 280 d. C.), cuando el reino wu decidió construir en esta área, que pertenecía a la agricultura. Taicang quiere decir "gran granero". Taicang es un puerto natural de mar, y debido a esto la ciudad se convirtió en una ciudad portuaria en los últimos años. En la dinastía Yuan, la ciudad alcanzó su más alto rango alrededor de 1271-1368 como el primer puerto del mundo en la dinastía Ming. Taicang se convirtió en el lugar de partida para los viajes de Zheng He.
En 1912 la prefectura Taicang (太仓州) y el condado Yang (洋县) se fusionaron para formar el nuevo condado Taicang. Desde marzo de 1983 está bajo la jurisdicción de Suzhou.

## Economía
La economía de la región se basa en la silvicultura, la ganadería y la pesca, granos, algodón, cereales, cerdos y aves de corral. El turismo es parte importante de la ciudad al igual que la actividad inmobiliaria.
Debido a su posición geográfica, es un puerto importante en el río Yangtsé, tiene 38,8 kilómetros de largo de aguas profundas.
línea, lo que permite la generación 4 y 5
muelles de contenedores. 
Zona de desarrollo
La Zona de desarrollo de Taicang fue fundada en enero de 1991 y aprobada por el gobierno de Jiangsu, en noviembre de 1993. Con un plan de 80 kilómetros cuadrados.